# Anigraea serratilinea
Anigraea serratilinea är en fjärilsart som beskrevs av W. Warren 1914. Anigraea serratilinea ingår i släktet Anigraea och familjen nattflyn. Inga underarter finns listade i Catalogue of Life.